# Лавлесс, Лили
Лили Мэй Лавлесс (англ. Lily May Loveless; род. 16 апреля 1990 года в Лондоне, Великобритания) — британская актриса, наиболее известна своей ролью Наоми Кэмпбелл в сериале «Молокососы».

## Карьера
Актёрский дебют состоялся в третьем сезоне сериала «Молокососы», где она сыграла подростка Наоми Кэмпбелл, находящуюся в поисках своей сексуальной ориентации. Ранее Лили танцевала в имевшей множество наград танцевальной группе Psychotic Dance Company, которая специализировалась на уличных танцах в сочетании с другими городскими танцевальными стилями. В 2007 году получила награду Jack Petchey Achievement Award. В июне 2007 года Лили выступила с Psychotic Dance Company на карнавале Тоттенхэм (Tottenham Carnival).

## Личная жизнь
Посещала начальную школу Millfields Community и Римско-Католическую школу Кардинала Пола, которые расположены в Хэкни (Лондон). Музыкальному журналу NME она призналась, что её любимыми группами являются рок-группы Arctic Monkeys и Red Hot Chili Peppers. Также ей нравится музыка таких групп как Florence and the Machine, потому что, по словам Лили, эта музыка звучит театрально, сценично, и при её прослушивании она представляет себе сцены из фильмов, в которых эта музыка могла бы звучать. Сама Лавлесс играет на пианино. Является болельщицей английской футбольной команды «Арсенал». У неё есть татуировка на левой лодыжке в виде цветка лилии. После съёмок в сериале «Молокососы» её лучшей подругой стала Кэтрин Прескотт, исполнительница роли Эмили Фитч. Также в некоторых интервью Лили упоминала о том, что у неё есть молодой человек, с которым она познакомилась там же, на съёмках.

## Фильмография
| Год       |     | Русское название        | Оригинальное название             | Роль              |
| --------- | --- | ----------------------- | --------------------------------- | ----------------- |
| 2009—2013 | с   | Молокососы              | Skins                             | Наоми Кэмпбелл    |
| 2009      | кор |                         | Seven PM                          | Фокс              |
| 2010      | с   | Торн: Соня              | Thorne: Sleepyhead                | Хлоя              |
| 2011—2011 | с   | Призраки                | The Fades                         | Анна Робертс      |
| 2010      | кор |                         | Hit and Run                       | Шелли             |
| 2010      | с   |                         | Combat Kids                       | Бекс Клейтон      |
| 2011      | с   | Бедлам                  | Bedlam                            | Сэди Новак        |
| 2011      | ф   | Шалава                  | Sket                              | Анна              |
| 2011      | с   | Приключения Сары Джейн  | The Sarah Jane Adventures         | Элли Фабер        |
| 2012      | с   | Валландер               | Wallander                         | Маргарета Харкала |
| 2012      | с   | Хороший коп             | Good Cop                          | Люси              |
| 2012      | ф   | Свеча на воде           | Candle to Water                   | Крисси            |
| 2013      | тф  | Авария                  | The Crash                         | Эшли Уэйнрайт     |
| 2014      | ф   | Боязнь воды             | Fear of Water                     | Алексия           |
| 2014      | с   | Последствия             | DCI Banks                         | Трейси Бэнкс      |
| 2014      | с   |                         | The Great War: The People's Story | Дороти Ллойд      |
| 2015      | ф   | В погоне за мечтой      | Set the Thames on Fire            | Эмили             |
| 2015      | с   | Наручники               | Cuffs                             | Синнамон          |
| 2016      | с   | Мушкетёры               | The Musketeers                    | Элоди             |
| 2018      | с   | Члены королевской семьи | The Royals                        | Грета             |
| 2018      | ф   | Мы короли               | We the Kings                      | Люси              |
| 2020      | с   | Незнакомка              | The Stranger                      | Ингрид Грисби     |